# Петрушенко Дмитро Васильович
Дмитро́ Васи́льович Петруше́нко (11 січня 1971 — 27 червня 2018) — солдат Збройних сил України, учасник російсько-української війни.

## Життєпис
Народився 1971 року в селі Піщанка (Новомосковський район, Дніпропетровська область); навчався у Дніпропетровському інституті фізичної культури. Усе своє життя присвятив спорту, у Павлограді та Павлоградському районі відомий як тренер з велоспорту, інструктор та веломеханік із «золотими руками».
З 18 грудня 2017 року служив за контрактом; солдат, номер розрахунку мінометного взводу мінометної батареї 3-го механізованого батальйону 93-ї бригади.
27 червня 2018-го загинув внаслідок ворожого артилерійського обстрілу 122-мм снарядами поблизу села Богданівка (Волноваський район) — в передвечірню пору троє бійців зазнали поранень, що несумісні з життям — Олександр Холін, Володимир Дьяченко та Дмитро Петрушенко — внаслідок прямого влучення снаряду у спостережну позицію.
Похований у селі Піщанка.
Без Дмитра лишились батьки, дружина та син, який також проходив службу в ЗСУ.

## Нагороди та вшанування
- указом Президента України № 316/2018 від 11 жовтня 2018 року «за особисту мужність і самовіддані дії, виявлені у захисті державного суверенітету та територіальної цілісності України, зразкового виконання військового обов'язку» — нагороджений орденом «За мужність» III ступеня (посмертно)[1]